# Sichel (Werkzeug)

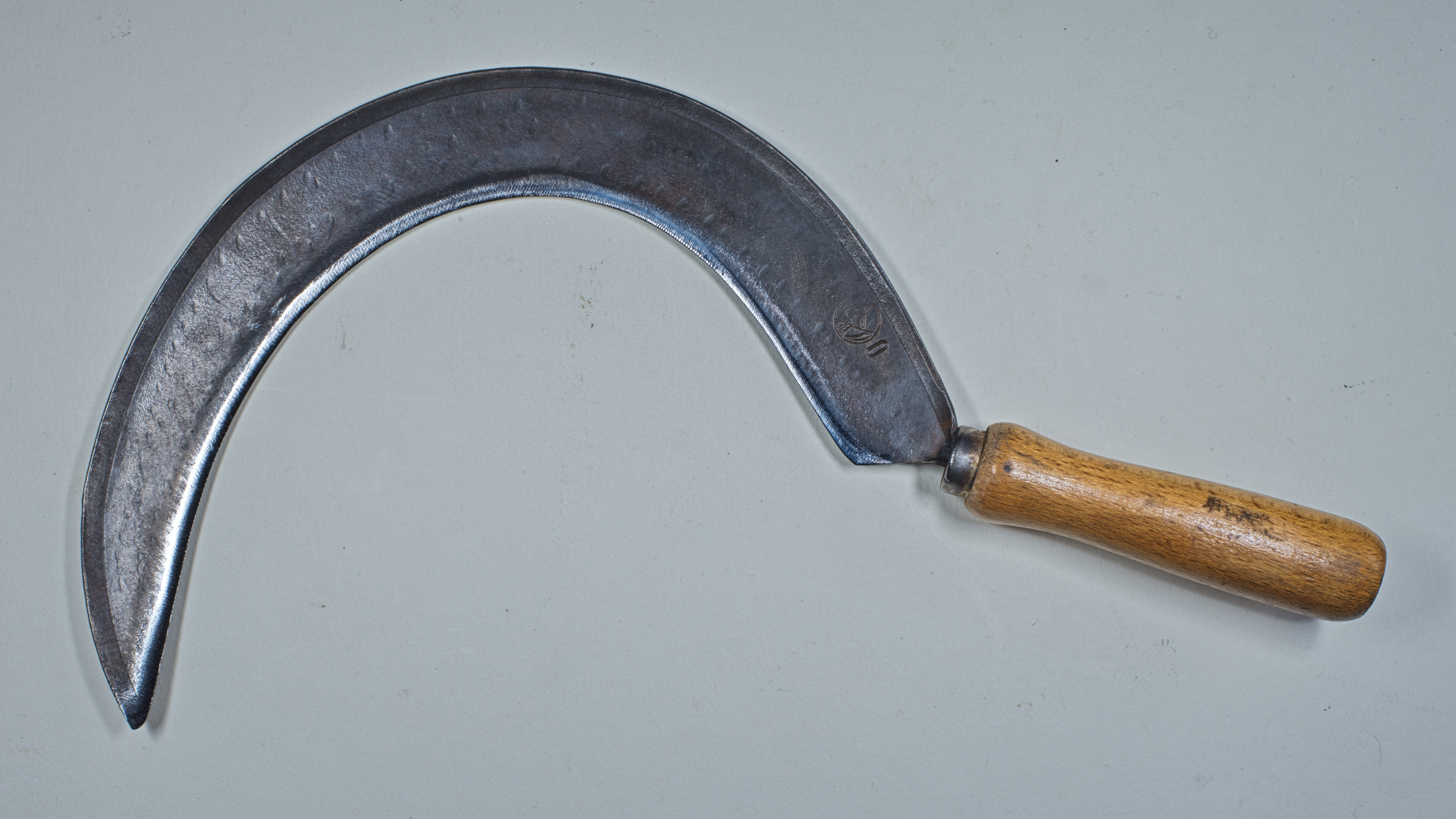
Sichel, um 1950

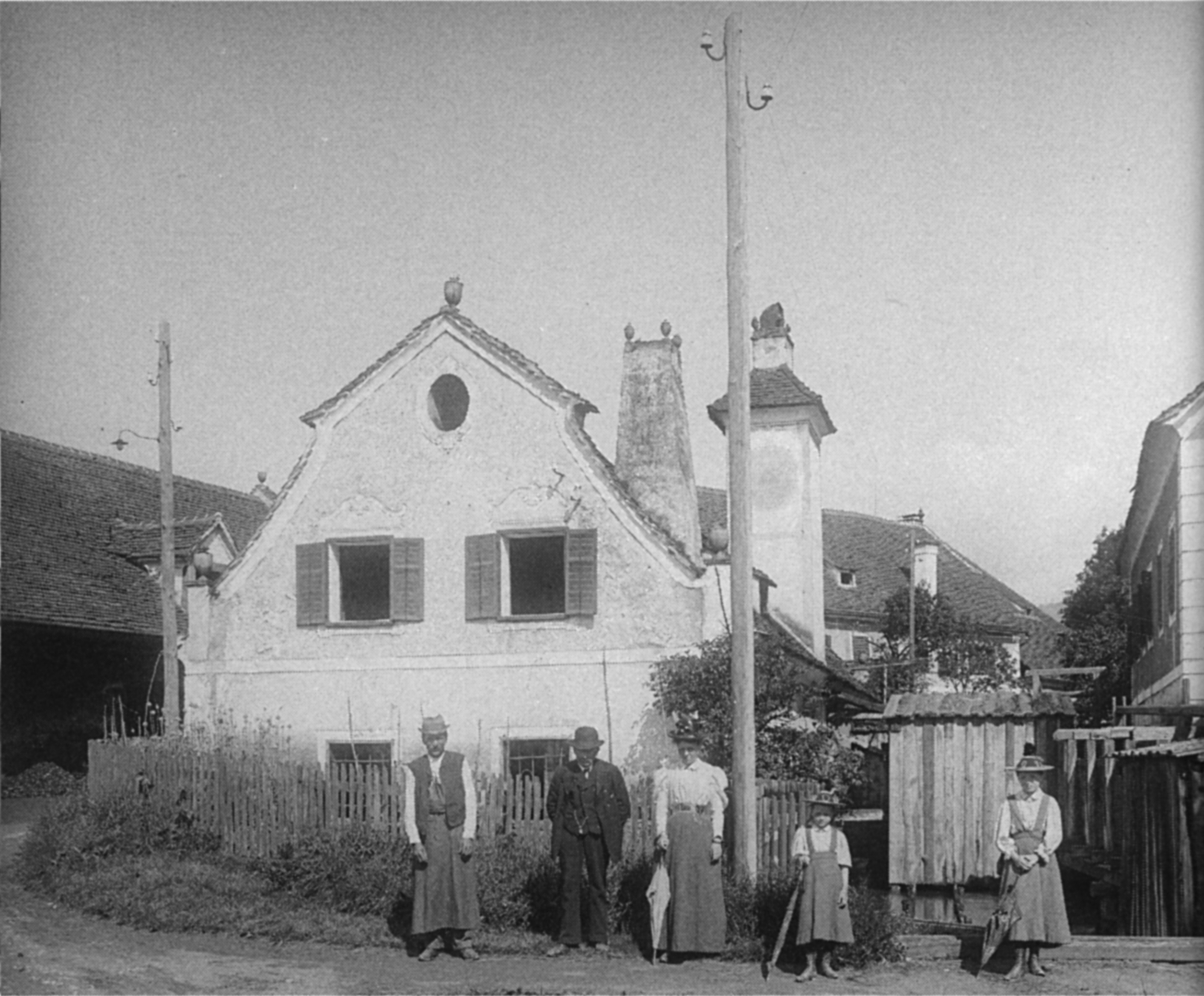
Sichelwerk im Weiztal, Steiermark, 1898

Die  Sichel ist ein Werkzeug zum Schneiden kleiner Mengen von Getreide und Gras. Sie besteht aus einer nach vorn sich verjüngenden, konkav gekrümmten Klinge (in der Regel aus Stahl) mit einem hölzernen Handgriff. Sie unterscheidet sich von der Sense durch die kleinere Klinge und den kürzeren Stiel. Grassicheln sind kurz, aber sehr stark gebogen.

## Begriffsgeschichte
Das Wort Sichel ist mit althochdeutsch sihila, mittelniederländisch sekele, altenglisch sicol entlehnt aus lateinisch sicilis „Sichel“, dies wohl ein Substantiv zu lateinisch secare „schneiden“. Die Bezeichnung Hippe für „Sichelmesser“ als symbolisches Werkzeug des Todes, vordeutsch rekonstruiert *hæbjon, deutet auf außerromanische Bezeichnungen wie griechisch κόπτω (kópto) „ich schlage“, litauisch kirsti „fällen“, russisch копа́ть (kopát’) „hacken, hauen, graben“.

## Geschichte

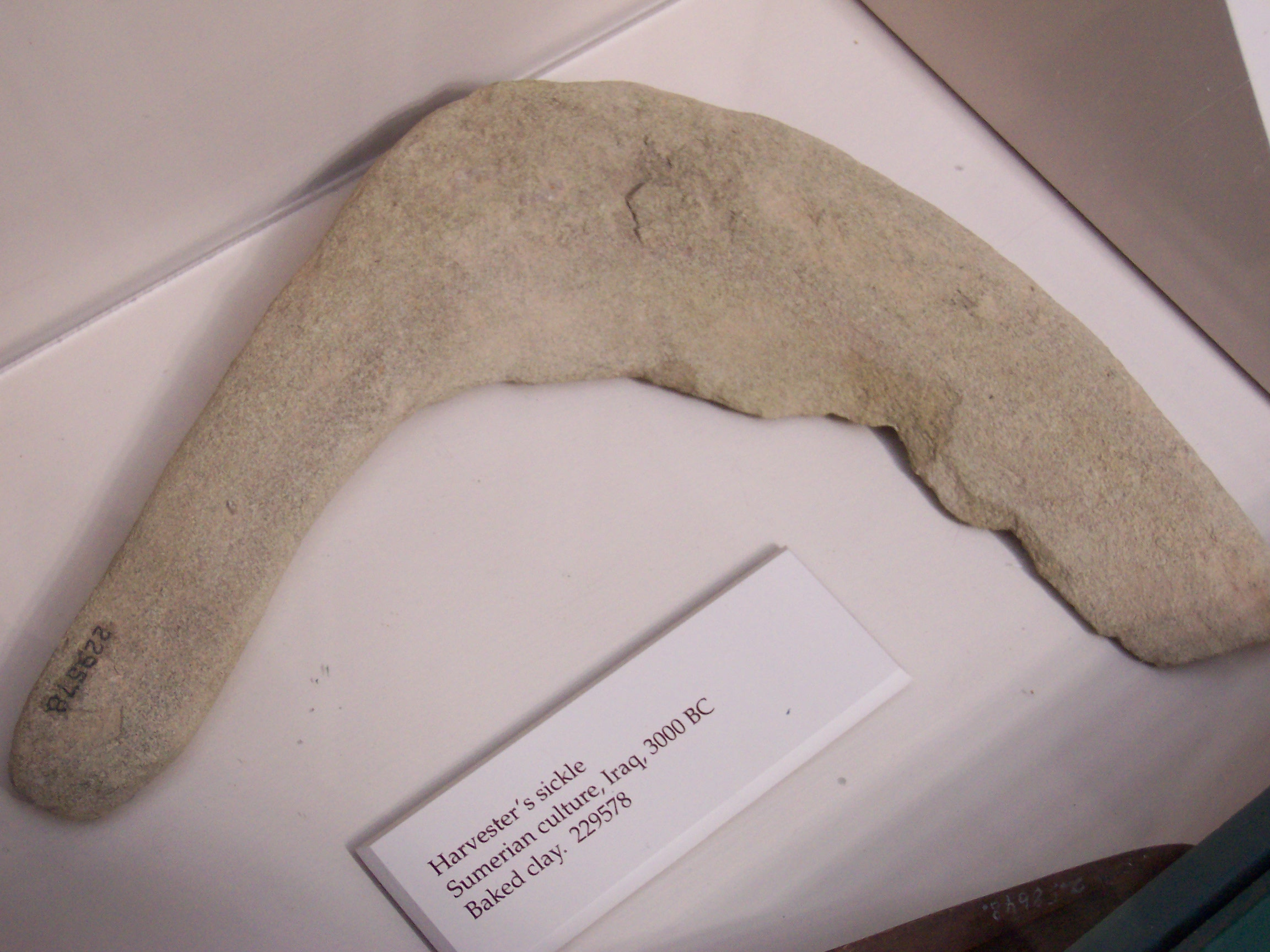
Sumerische Ton-Sichel von 3000 v. Chr. aus Mesopotamien

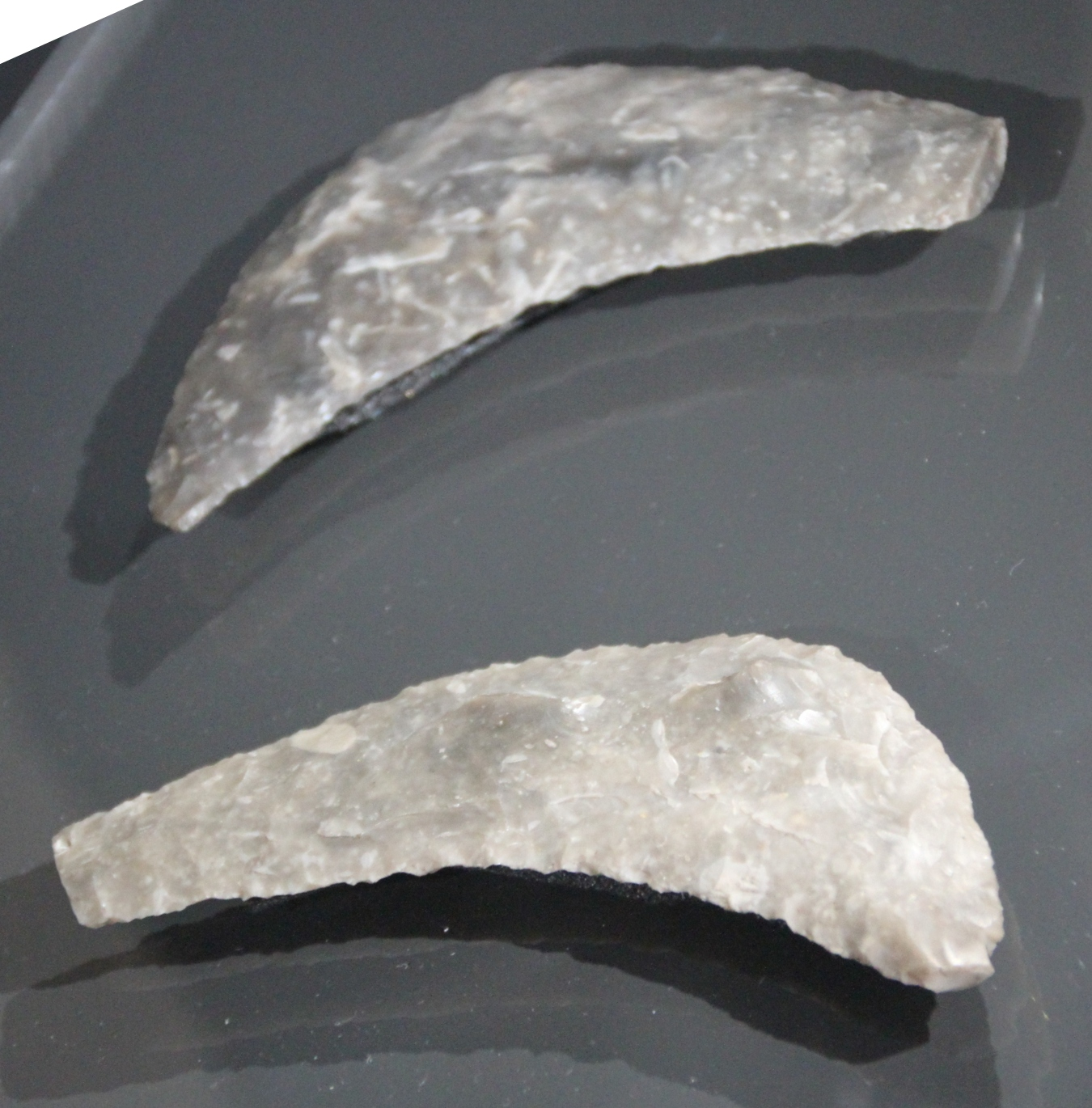
Norwegische Steinsichel, Neolithikum

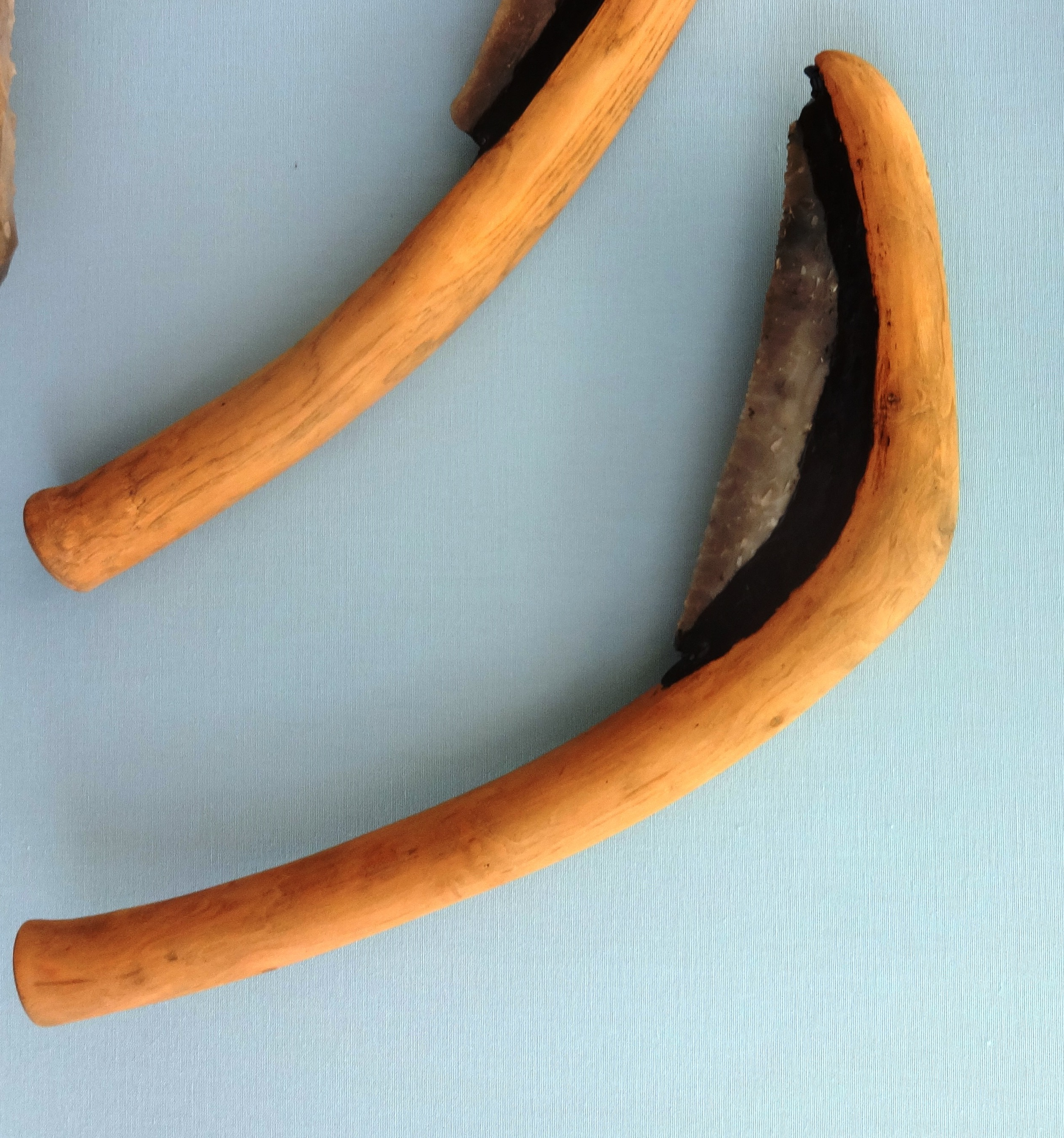
Rekonstruktion einer neolithischen Sichel, Kreismuseum Plön

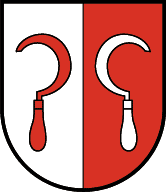
Wappen von Assling

Wappen von Brütten ZH

Die Sichel ist neben dem Erntemesser eines der ältesten Ackerbaugeräte. Die ältesten Sichelklingen fand man in der Levante, wo sie bereits im Protoneolithikum zum Abschneiden von Wildgetreide oder Gräsern dienten. Der die Benutzung kennzeichnende „Sichelglanz“ entsteht aber nicht nur beim Schneiden von Getreide, sondern auch von Gras, Schilf oder Laub. Die Sicheln bestanden aus gebogenen Holz- oder Geweihstücken, in die man einige Feuersteinklingen mit Pech, Asphalt oder Brandkalk eingeklebt hat. In Dänemark, vor allem in Nordwestjütland sind deutlich asymmetrische, bifazial retuschierte Sicheln in der Periode II und III der älteren Bronzezeit verbreitet.
Seit der mittleren Bronzezeit wurden Sicheln aus Bronze hergestellt.
Axel Steensberg unterscheidet zwei Sichelformen:
A) die Hakensichel (angular sickle), bei der das Blatt gerade aus dem Heft hervorgeht, so dass das Schwergewicht auf einer Seite liegt
B) die Bogensichel (balanced sickle), bei der das Blatt am Heft im rechten oder stumpfen Winkel abknickt, so dass das Gewicht auf beide Seiten gleichmäßig verteilt ist
Typ B entstand in der La-Tène-Zeit, verbreitete sich unter den Römern und setzte sich im Mittelalter allgemein durch.
In Szegvár-Tüzköves (Komitat Csongrád) wurde die sitzende Tonstatuette eines Mannes ausgegraben, der eine Sichel über der Schulter trägt. Er stammt aus der Theiß-Kultur und wurde von dem Ausgräber als „Sichelgott“ gedeutet. Im antiken Griechenland war die Sichel das Symbol der Landwirtschaft und damit ein Attribut der Göttin Demeter.

## Symbolische Verwendung

### Heraldik
Die Sichel ist als gemeine Figur in der Heraldik in vielen Kommunalwappen anzutreffen. Bei der Beschreibung ist die Lage und Richtung der Klinge zu melden. Bei der Tingierung sind ansonsten alle heraldischen Farben möglich. Der Stiel wird gern in Gold gefärbt. Die Sichel soll im Wappen die Landwirtschaft darstellen und eine Getreidegarbe begleitet oft die Wappenfigur, welche nicht mit dem Rebmesser verwechselt werden darf.

### Symbolik

Sichel im Bundeswappen Österreichs

Sichel in Flagge und Wappen der Sowjetunion

Die Sichel steht als Symbol, ähnlich wie die Sense, für die Ernte, die jährlich wiederkehrende Erntezeit (und damit für Ablauf der Zeit generell) sowie für den Tod. Als Symbol der Zeit wurde die Sichel in der griechischen Mythologie dem Titanen Kronos beigefügt. Die Sichel wurde von Kronos’ Mutter Gaia geschmiedet, damit Kronos seinen Vater Uranos entmannen konnte – als Rache dafür, das Uranos seine Kinder in den Tartaros gestoßen hatte. Insgesamt wurde die Sichel in der griechischen Mythologie als Symbol der Zeit, der Vergänglichkeit und des Todes verwendet.
Auch der Gott Saturn wurde als Erntegott oft mit einer Sichel abgebildet.
Wegen der ähnlichen Form wird die Sichel gelegentlich auch mit der Mondsichel in Zusammenhang gebracht.
In der Nationalhymne Kataloniens des Els Segadors (dtsch: Die Schnitter) – sie geht auf ein altes katalanisches Volkslied zurück – wird von dem Aufstand der Schnitter, Guerra dels Segadors, von 1640–1652 gegen den habsburgischen König Philipp IV. von Spanien (1605–1665) und dessen Premierminister, den Grafen von Olivares (1587–1645), erzählt. Im Refrain: Bon cop de falç, bon cop de falç  defensors de la terra, bon cop de falç (dtsch. Ein guter Schlag mit der Sichel, ein guter Schlag mit der Sichel, Verteidiger des Landes, ein guter Schlag mit der Sichel!) wird die Sichel als mögliche Waffe genannt.
Im 1919 eingeführten Bundeswappen Österreichs trägt der Wappenadler „im rechten Fang eine goldene Sichel mit einwärts gekehrter Schneide“, welche den Bauernstand symbolisieren soll, während der Hammer und die Mauerkrone Arbeiterstand und Bürgertum repräsentieren.
Gekreuzt sind Hammer und Sichel ein Symbol für den Arbeiter-und-Bauern-Staat im real existierenden Sozialismus, z. B. auf der Flagge der Sowjetunion.